# 25381 Jerrynelson
25381 Jerrynelson è un asteroide della fascia principale. Scoperto nel 1999, presenta un'orbita caratterizzata da un semiasse maggiore pari a 2,3954573 UA e da un'eccentricità di 0,1786932, inclinata di 4,39180° rispetto all'eclittica.